# Verdrag van Rapallo (1922)

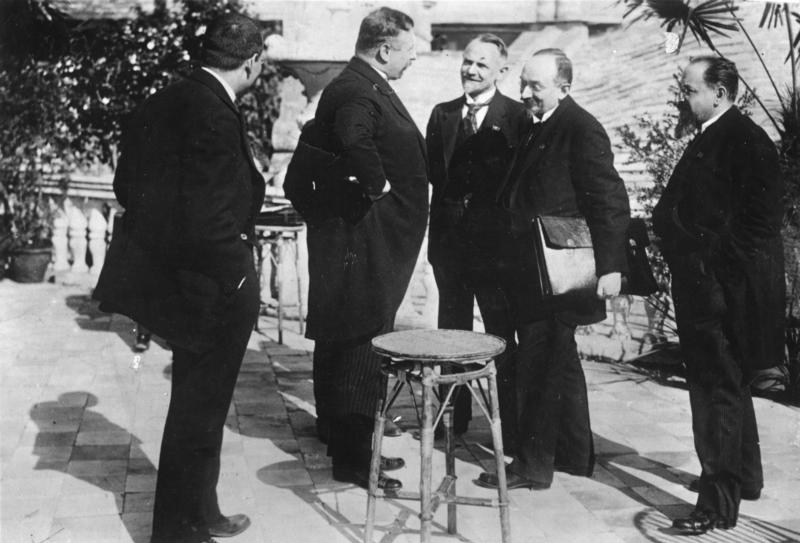
Het verdrag van Rapallo

Het Verdrag van Rapallo werd gesloten op 16 april 1922 in de Italiaanse badplaats Rapallo (bij Genua) tussen Duitsland en de Sovjet-Unie. In dit verdrag werd de enkele jaren eerder ontstane Sovjet-Unie door Duitsland erkend. De Weimarrepubliek erkende hiermee als eerste land de jure de Sovjet-Unie. De Sovjet-Unie zag af van Duitse herstelbetalingen, waartoe het gerechtigd was op grond van de Vrede van Versailles, terwijl Duitsland afstand deed van alle Duitse eigendom in de Sovjet-Unie (dat aan nationalisatie onderworpen werd). Verder besloten de twee landen opnieuw economische betrekkingen aan te knopen. Een geheime annex die in 1939 werd gesloten bepaalde dat Duitsland militaire oefeningen kon houden in het voormalige Rusland en er wapenfabrieken mocht stichten waar met oorlogstuig geëxperimenteerd mocht worden, op voorwaarde van een gezamenlijk eigendom van de technische kennis.

## Achtergrond
Het verdrag kwam niet zomaar uit de lucht vallen; Berlijn had al vanaf eind 1921 in het geheim onderhandelingen gevoerd met de Bolsjewistische machthebbers. Dit was echter de eerste keer dat de onderlinge besprekingen officieel hun beslag kregen. Uit stukken is overigens gebleken dat het tot het laatste ogenblik onzeker was of het verdrag gesloten zou worden. Duitsland had een nogal ambivalente agenda wat betreft buitenlandse politiek. Walther Rathenau, de Duitse minister van Buitenlandse Zaken, was eigenlijk meer geneigd tot toenadering tot het Verenigd Koninkrijk, maar omdat Lloyd George hem steeds bleef negeren koos hij er uiteindelijk toch voor een verdrag met de Sovjet-Unie te sluiten.

## Gevolgen
Het nieuws van het verdrag zorgde voor grote internationale opschudding. Het markeerde het einde van het diplomatieke isolement van zowel Duitsland als de Sovjet-Unie en in de publieke opinie versterkte het in grote mate de internationale machtspositie van beide landen. De geallieerde mogendheden en vooral Lloyd George hadden een gevoelige diplomatieke nederlaag geleden. Het doel van de internationalistische politici van een democratisch Europa waarin alle geschillen met behulp van multilaterale conferenties en internationaal recht konden worden geregeld, was in ieder geval gedeeltelijk onhaalbaar gebleken. Vooral de kleine nieuwe staten in Oost-Europa voelden zich zeer bedreigd door de nieuwe vriendschap tussen Duitsland en de Sovjet-Unie, en meenden dat de grote geallieerde machten zich niet genoeg om hen bekommerden.
Lloyd George was zo ongeveer de enige die iets positiefs zag in het verdrag. Hij meende dat de Weimarrepubliek en het voormalige Rusland er een meer gelijkwaardige positie door waren gaan innemen en had nog steeds hoop zijn plannen voor internationale eenheid te kunnen verwezenlijken. Zijn onderhandelingen met de Sovjet-Unie tijdens het vervolg van de conferentie van Genua liepen echter op niets uit, en enkele maanden later verdween Lloyd George als invloedrijk politicus van het toneel, mede als gevolg van het mislukken van de conferentie. De Geallieerde Opperste Raad raakte in de jaren hierna steeds meer in onbruik, zeer ten gunste van de ontwikkeling van de Volkenbond.